# Baie des Gonaïves
Baie des Gonaïves är en vik i Haiti. Den ligger i departementet Artibonite, i den nordvästra delen av landet, 110 km norr om huvudstaden Port-au-Prince.